# 新西兰国家广播电台太平洋频道
RNZ太平洋（英語：RNZ Pacific），前称新西兰国际广播电台（英語：Radio New Zealand International，英语简称RNZI）是新西兰的官方广播电台，也是新西兰国家广播电台的对外广播部门，广播内容有新闻和体育节目，以英语和太平洋岛国语言播音。

## 概况
新西兰国际广播电台是新西兰唯一的短波电台，大部分节目都是自己制作。其收听范围可以覆盖到法属波利尼西亚东部和巴布亚新几内亚西部，在亚洲、欧洲和北美也能接收到该台的广播信号。
20世纪90年代，该台每周三会以“金马之音”的名义播出汉语普通话节目，现已停播。

## 广播时间和频率
| 時間        | 频率                 |
| 21:00-00:50 | 5980kHz（周日除外）  |
| 21:00-02:58 | 5980kHz（仅周日）    |
| 19:00-20:58 | 7425kHz              |
| 15:00-18:58 | 7425kHz              |
| 03:00-03:58 | 9700kHz（仅周日）    |
| 13:00-08:00 | 11725kHz             |
| 04:00-04:58 | 11725kHz（仅周日）   |
| 04:51-07:58 | 13840kHz（周日除外） |
| 05:00-07:58 | 13840kHz（仅周日）   |
| 08:00-12:58 | 13840kHz             |

- 以上时间均为北京时间（UTC+8），发射地点均位于朗伊泰基，功率100kW。